# Мала Вудажка
Мала Вудажка (біл. Малая Вудажка) — річка в Чериковському районі Могильовської області Білорусі, права притока річки Вудага (притока Сожу, басейн Дніпра).
Довжина річки 11 км. Площа водозбору 77 км². Середній нахил водної поверхні 1,3 м/км. Витік річки знаходиться за 2 км в напрямку на північний захід від села Ржавець. Впадає у Вудагу приблизно за 1,5 км на південний схід від села Перемога. Водозбір у межах Оршансько-Могильовської рівнини. Основна притока — Кам'янка (ліва).
Біля річки розташовані села Ржавець, Шароєвка.